# Pontus Olsson (ljudtekniker)
För andra betydelser, se Pontus Olsson.
Per Otto Robert "Pontus" Olsson, född 25 juni 1948 i Motala, död 24 maj 2009 i Daga församling, Södermanlands län, var en svensk civilingenjör och ljudtekniker.
Olsson, som var son till en ingenjör, bildade 1963 i födelsestaden popbandet Beathovens, i vilket han spelade gitarr. Bandet turnerade med Hep Stars och var förband till idolerna The Who. Efter att i mitten av 1970-talet ha avlagt civilingenjörsexamen vid Chalmers tekniska högskola i Göteborg inriktade han sig på musikbranschen. Han var under tre decennier en av Sveriges mest anlitade ljudtekniker och medverkade vid 100-tals skivinspelningar med landets främsta artister inom populärmusiken.